# Mowag Tornado
MOWAG Tornado - prototyp bojowego wozu piechoty opracowany przez szwajcarską firmę MOWAG.
Badania prototypów przeprowadzono w latach 80., jednakże pojazd nie został wprowadzony do produkcji seryjnej. Kadłub został wykonany ze spawanych płyt stalowych. Pancerz chroni przed pociskami wystrzeliwanymi z broni strzeleckiej, a także częściowo przed pociskami kal. 20-25 mm. Przód został wzmocniony pancerzem warstwowym (2 warstwy). Pojazd posiada napęd przedni. Silnik był stosunkowo słaby - o mocy 390 KM. 